# Vaam (Einheit)
Vaam war ein Volumenmaß für Flüssigkeiten in der Herrschaft Jever.
Das Biermaß, galt auch für Wein, Branntwein und Essig, hatte die Maßkette
- 1 Tonne = 4 Anker = 28 Vaam = 112 Kannen[1] = 448 Ort[2]
- 1 Vaam = 4 Kannen[3]
  - Jever: 1 Kanne (Getreide-) = 70,8428 Pariser Kubikzoll = 1,40527 Liter[2]

Andere Bedeutungen:
Vaam oder Vadem, auch Wisse, ist die niederländische Bezeichnung für das Volumenmaß von 1 Kubikmeter.
Als Längenmaß war der Holländische Faden ein Vaam und hatte 6 Fuß oder 834,8 Pariser Linien, was etwa 1,883 Meter entsprach.